# Wladlen Stepanowitsch Wereschtschetin

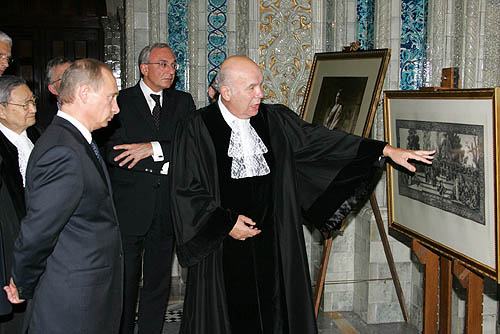
Wereschtschetin (rechts) mit Wladimir Putin, 2005

Wladlen Stepanowitsch Wereschtschetin (russisch Владлен Степанович Верещетин; wiss. Transliteration Vladlen Stepanovič Vereščetin; * 8. Januar 1932 in Brjansk; † 7. August 2024) war ein russischer Jurist, Völkerrechtler und Professor.

## Leben
Wereschtschetin absolvierte im Jahr 1954 mit Auszeichnung das Moskauer Institut für Internationale Beziehungen und promovierte 1959 zum Thema "Völkerrechtlicher Rechtsrahmen der Hohen See (die Freiheit der Schifffahrt, die Freiheit der Fischerei)". 1976 habilitierte er zum Thema "Völkerrechtliche Probleme der Zusammenarbeit in der Weltraumforschung". Von da an bis zum Erhalt des Professorengrades 1982 war er als Rechtsexperte für das Raumfahrtprogramm „Interkosmos“ tätig, und von 1981 bis 1995 war er an der Akademie der Wissenschaften der UdSSR beziehungsweise ab 1991 der Russischen Akademie der Wissenschaften, stellvertretender Leiter des Instituts für Staat und Recht.
Als Experte für internationales Recht war Wereschtschetin von 1992 bis 1995 Mitglied der Völkerrechtskommission der Vereinten Nationen. Von 1984 bis 1995 gehörte er dem Ständigen Schiedshof an. 1995 wurde er in Nachfolge seines Landsmanns Nikolai Tarassow zum Richter am Internationalen Gerichtshof in Den Haag gewählt und bekleidete dieses Amt bis 2006. Sein Nachfolger wurde Leonid Skotnikow.
Wereschtschetin war Autor von über 150 wissenschaftlichen Veröffentlichungen zum internationalen Recht.